# Schizocosa minahassae
Schizocosa minahassae is een spinnensoort uit de familie van de wolfspinnen (Lycosidae).
De wetenschappelijke naam van de soort werd in 1911 gepubliceerd door P. Merian.